# Balduina
Balduina là một chi thực vật có hoa trong họ Cúc (Asteraceae).